# Yohann Gène
Yohann Gène (ur. 25 czerwca 1981 w Pointe-à-Pitre na Gwadelupie) – francuski kolarz szosowy, zawodnik profesjonalnej ekipy Team Europcar.

## Najważniejsze osiągnięcia
- 2009
  - 1. miejsce na 7. etapie Tour de Langkawi
- 2010
  - 1. miejsce na 5. etapie La Tropicale Amissa Bongo
- 2011
  - 1. miejsce na 2. i 5. etapie La Tropicale Amissa Bongo
  - 1. miejsce na 3. etapie Tour of South Africa
- 2012
  - 1. miejsce na 1. i 5. etapie La Tropicale Amissa Bongo
- 2013
  - 1. miejsce w La Tropicale Amissa Bongo
    - 1. miejsce na 6. etapie

  - 1. miejsce na 2. etapie Route du Sud